# Pliciloricus senicirrus
Pliciloricus senicirrus är en djurart som beskrevs av Gad 2005. Pliciloricus senicirrus ingår i släktet Pliciloricus, och familjen Pliciloricidae. Inga underarter finns listade i Catalogue of Life.